# Олива, Патрицио
Патри́цио Оли́ва (итал. Patrizio Oliva; 28 января 1959, Неаполь) — итальянский боксёр полусредней весовой категории, выступал за сборную Италии во второй половине 1970-х годов. Чемпион летних Олимпийских игр в Москве, серебряный призёр чемпионата Европы, победитель многих международных турниров и национальных первенств. В период 1980—1992 успешно боксировал на профессиональном уровне, владел титулом чемпиона мира по версии ВБА. Также известен как тренер, промоутер и рефери на ринге.

## Биография
Патрицио Олива родился 28 января 1959 года в городе Неаполь, регион Кампания. Рос в многодетной семье, боксом начал заниматься при содействии старшего брата Марио, при этом его первым тренером был собственный отец Рокко. Первого серьёзного успеха на ринге добился в 1976 году, выиграв чемпионат Италии в полулёгком весе, через год повторил это достижение в лёгкой весовой категории. На международной арене впервые заявил о себе в 1978 году, когда в полусреднем весе выиграл юниорский чемпионат Европы в Дублине. Год спустя боксировал уже на взрослом уровне, на европейском первенстве 1979 года в Кёльне претендовал на золотую медаль, но в финальном матче проиграл советскому боксёру Серику Конакбаеву (впоследствии Олива называл этот бой самым сложным в своей карьере).
Благодаря череде удачных выступлений удостоился права защищать честь страны на летних Олимпийских играх 1980 года в Москве — первые два матча закончились досрочно, в третьем Олива со счётом 3:2 взял верх над югославом Аце Русевским, в четвёртом 5:0 победил англичанина Энтони Уиллиса, тогда как в решающем пятом судьба вновь свела его с Конакбаевым, и на сей раз итальянец действовал лучше, выиграв со счётом 4:1. Помимо золотой олимпийской медали Олива также получил Кубок Вэла Баркера, трофей, традиционно вручаемый самому техничному боксёру Олимпиады. Сразу после окончания этих соревнований Патрицио Олива решил попробовать себя среди профессионалов и покинул сборную. Всего в любительском олимпийском боксе он провёл 96 матчей, из них 93 завершил победой.
Профессиональный дебют Оливы состоялся уже в октябре 1980 года, своего первого соперника бразильца Нельсона Гомеса он победил по очкам в шести раундах. В течение последующих шести лет провёл множество удачных поединков, при этом неизменно побеждал всех своих соперников, в первом полусреднем весе завоевал титулы чемпиона Италии и чемпиона Европейского боксёрского союза (ЕБС), многократно защитил полученные чемпионские звания. В марте 1986 года Олива встретился с чемпионом Всемирной боксёрской ассоциации (ВБА) аргентинцем Убальдо Нестором Сакко и победил его раздельным решением судей, завоевав таким образом пояс чемпиона мира.
Впоследствии защитил выигранный титул два раза, во время третьей защиты в июле 1987 года был нокаутирован аргентинцем Хуаном Мартином Когги. Несмотря на поражение, Олива продолжил выходить на ринг, поднялся в полусредний вес, вновь стал чемпионом Европы. В июне 1992 года получил шанс побороться за титул чемпиона мира по версии Всемирного боксёрского совета (ВБС), однако действующий чемпион американец Бадди Макгирт оказался слишком сильным для него соперником — поражение единогласным решением судей. После этой неудачи Олива принял решение завершить карьеру спортсмена. Всего в профессиональном боксе он провёл 59 боёв, из них 57 окончил победой (в том числе 20 досрочно), 2 раза проиграл.
В период 1996—2001 Патрицио Олива занимал пост главного тренера итальянской национальной сборной, и почти со всех международных турниров его подопечные возвращались с медалями. В 2000-е годы участвовал в боксёрских матчах в качестве судьи, рефери на ринге, а также супервайзера. Занимался организацией вечеров профессионального бокса, был менеджером нескольких перспективных проспектов.